# 大窠坑
大窠坑，是台灣新北市泰山區西北部的一個地名，範圍大致包括黎明里、大科里南亞塑膠林口廠附近除外部分。

## 歷史
台灣清治末期至日治前期，大窠坑地區為一街庄，稱為「大窠坑庄」，隸屬於八里坌堡。該庄北與菁埔庄、水碓庄為鄰，東與山腳庄、義學庄為鄰，南邊為崎仔腳庄、貴仔坑庄、下坡角庄、十八份庄，西邊牛角坡庄、南勢埔庄。
1920年（日治大正九年），該庄改制為「大窠坑」大字，隸屬於臺北州新莊郡新莊街，大字之下設有「大窠坑」、「柯厝坑」、「錢厝坑」、「橫窠子」、「犂頭窠」、「半山子」小字名。戰後新莊街改制為新莊鎮，隸屬於臺北縣，大字亦改制為里。1950年3月泰山、新莊分治，大窠坑地區改隸屬於新成立的泰山鄉，分別劃入大科村、黎明村。1991年6月。2010年12月臺北縣改制為新北市，泰山鄉改制為泰山區，村再度改制為里。

## 交通
縣道106號大致以東南－西北走向穿越大窠坑地區東北部，往東南經新海橋可前往板橋、中和、新店、深坑、平溪及瑞芳等地，往西北可前往林口。

## 學校
- 黎明技術學院

## 文化資產
- 泰山大窠坑新築道路記念碑（市定古蹟）